# Hygrotus berneri
Hygrotus berneri là một loài bọ cánh cứng trong họ Bọ nước. Loài này được Young & Wolfe miêu tả khoa học năm 1984.